# Мстители. Всегда вместе
«Мстители. Всегда вместе» (англ. The Avengers: United They Stand) — американский мультсериал, созданный компанией Marvel Animation, основанный на оригинальных комиксах Стэна Ли и Джека Кёрби о команде супергероев Мстители. Премьера сериала официально состоялась 30 октября 1999 года.

## Сюжет
Серии рассказывают о команде, основанной на сюжете комикса 1984 года «Мстители Западного побережья», впервые состоящей из Человека-муравья, Осы, Чудо-человека, Тигры, Соколиного глаза и Алой ведьмы, а также в первых эпизодах к команде присоединились Вижн и Сокол. По неопределённым причинам «Большая тройка» Мстителей не была регулярными членами команды; Капитан Америка и Железный Человек появились только по разу каждый, а Тор вне заставки не появлялся в сериале вообще.
В сериале показано множество противников Мстителей из комиксов, среди которых созданный Хэнком Пимом робот Альтрон, сумасшедший учёный Яйцеголовый, завоеватель из будущего Канг, давний враг Соколиного глаза Мечник, брат Чудо-человека Мрачный Жнец и команда суперзлодеев Повелители Зла, состоящая из Барона Земо, Поглотителя, Тигровой акулы, Мунстоун, Вихря, Кардинала, Бумеранга и Стрекозы. Так же была показана Атлантида и конфликт её короля Нэмора с потенциальным узурпатором Аттумой. Главными противниками на протяжении сериала были члены преступной группы Зодиак. Мультфильм сделал несколько отсылок на аспекты истории персонажей комиксов, таких как дружба Капитана Америки и Сокола, капризы в характере Соколиного Глаза, гибридный характер Нэмора и другие. Вне этого весь сериал имел мало общего с комиксами, главным образом из-за состава команды и постановки каждой серии.
Всего было отснято 13 эпизодов.